# Sierra de Atapuerca
De Sierra de Atapuerca is een kleine bergketen in Noord-Spanje, nabij de plaatsen Atapuerca en Ibeas de Juarros. Het is een noordwestelijke uitloper van het Iberisch Randgebergte.

## Geografie
De bergketen is de (ingevallen) kam van een anticline en staat nagenoeg haaks op het Cantabrisch Gebergte, waarvan hij gescheiden wordt door een tektonische corridor genaamd Estrecho de Burgos of Corredor de La Bureba. Deze vormt een natuurlijke verbindingsroute tussen de bekkens van de Ebro en de Douro. In de Romeinse tijd lag er een heirbaan en ook de pelgrims naar Compostella passeerden er.
De hoogste top van de Sierra de Atapuerca ligt zo'n 1080 meter boven zeeniveau. Het gebergte is een Karstlandschap met vele grotten en spelonken. Ze bevinden zich op een drietal niveaus, zo'n 60, 70 of 90 meter boven de loop van de Arlanzón. Zo'n 4,7 km galerijen zijn al verkend, waaronder:
- Trinchera del Ferrocarril (genoemd naar de mijnspoorweg die tot de ontdekking ervan leidde)
  - Sima del Elefante ("Put van de Olifant")
  - Complejo Galería (met Covacha de los Zarpazos)
  - Gran Dolina
- Cueva Mayor en Cueva del Silo
  - Sima de los Huesos ("Put van de Botten")
  - Portalón
  - Galería de Sílex (bevat geschilderde en gekerfde tekeningen, waaronder geometrische motieven, jachtscènes en figuren van mensen en dieren)
- Cueva del Mirador
- Cueva Peluda
- Cueva del Compresor

## Archeologische site
In het gebergte zijn fossielen en stenen gereedschap gevonden van de oudste Hominiden in West-Europa. Ze behoren tot de soorten Homo antecessor, Homo heidelbergensis, Homo neanderthalensis en Homo sapiens. Met name de massale vondst van beenderen in de Sima de los Huesos was interessant: geavanceerd DNA-onderzoek bracht aan het licht dat ze 300.000 à 400.000 jaar oud waren en toebehoorden aan Neandertalers. Dit werpt hun afsplitsing van de denisovamens en de moderne mens een stuk verder terug in de tijd.